# Karmel Heilig Blut

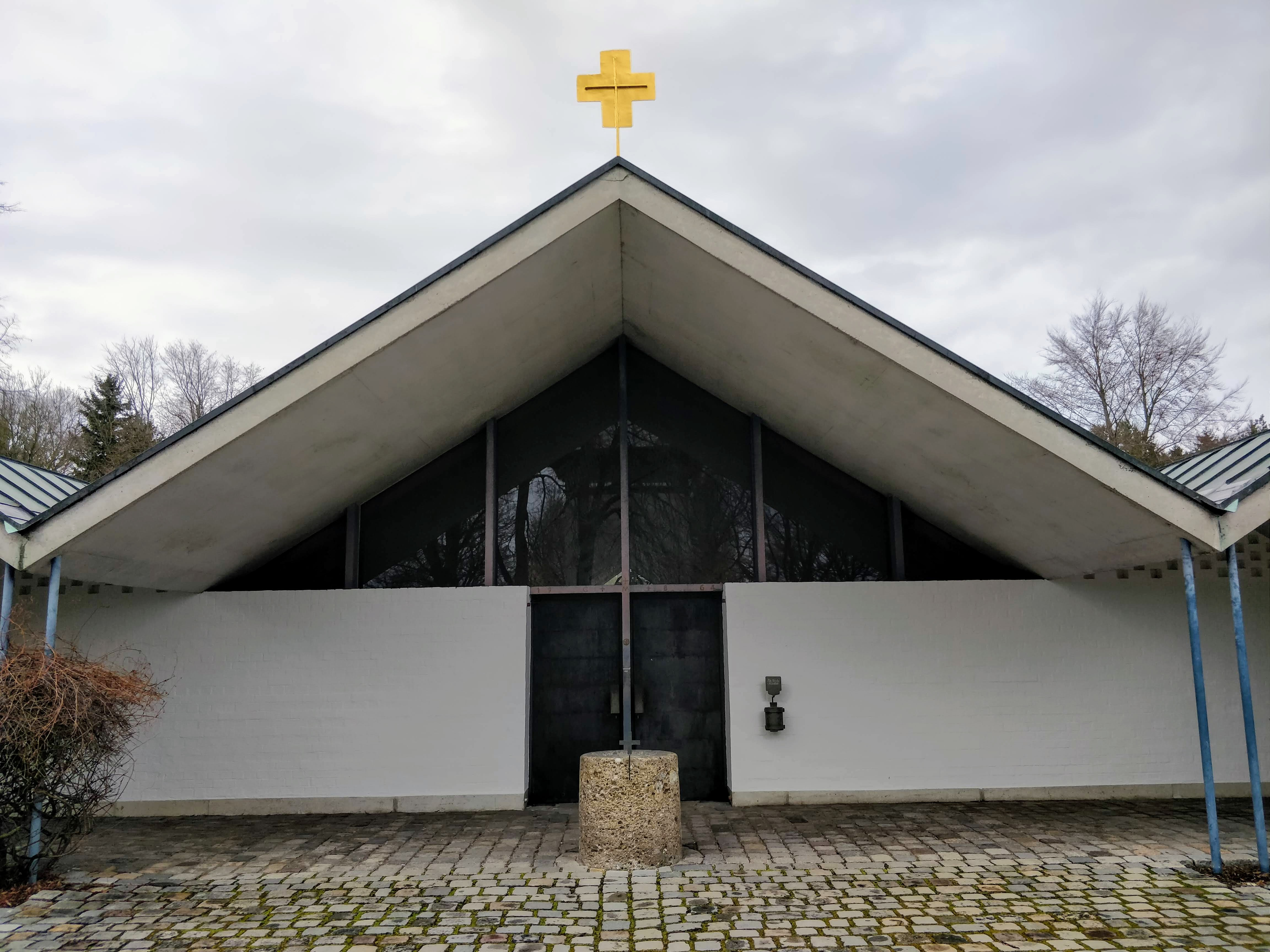
klášter Karmel Heilig Blut, Dachau

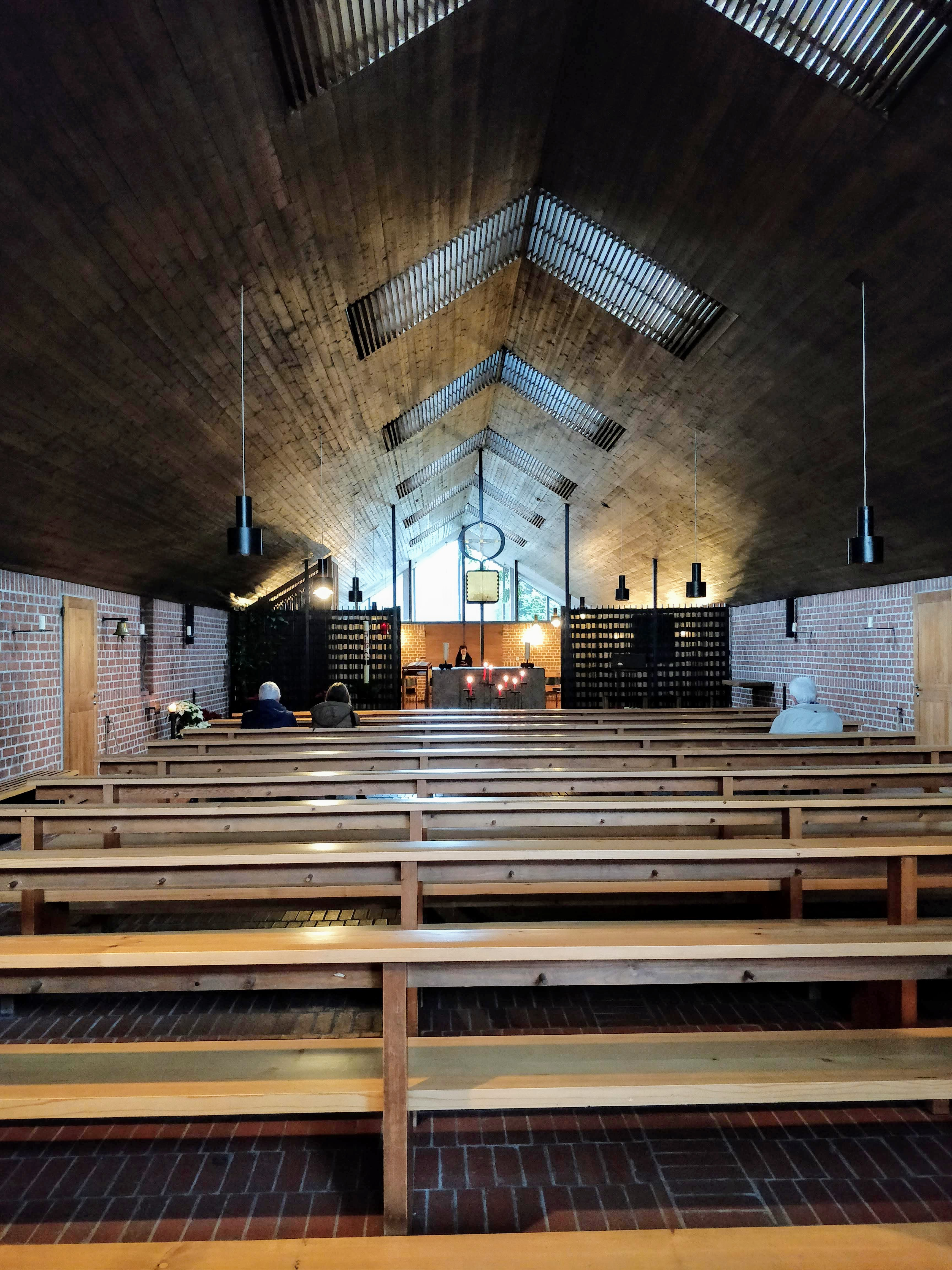
klášter Karmel Heilig Blut, Dachau

Karmel Heilig Blut neboli Karmelská svatá krev je klášter bosých karmelitek (OCD), který stojí na místě koncentračního tábora Dachau. Klášter založili v roce 1964 karmelitáni z Karmelu sv. Josefa v Bonnu-Pützchenu, a to podle návrhu architekta Josefa Wiedemanna. V klášteře žije okolo 20 sester, ty jsou členky Federace Svaté Terezy německých karmelitánských klášterů OCD.